# Joseph Wolff (homme politique)
Pour les articles homonymes, voir Joseph Wolff et Wolff.
Marie Joseph Paul Wolff est un homme politique français, né le 31 décembre 1902 à Saverne (Bas-Rhin), mort le 29 juillet 1988 à Saverne.
Conseiller général du Bas-Rhin de 1945 à 1973 ; maire de Saverne du 10 février 1956 au 25 mars 1977.
Docteur en médecine exerçant à titre libéral, à Saverne, à partir du 1er décembre 1930. Médecin-chef de l’hôpital Sainte-Catherine à Saverne du 1er juillet 1937 au 1er octobre 1968.